# Köpmanholmen, Larsmo
Köpmanholmen är en ö i Finland. Den ligger i Bottenviken och i kommunen Larsmo i den ekonomiska regionen  Jakobstadsregionen i landskapet Österbotten, i den nordvästra delen av landet. Ön ligger omkring 94 kilometer nordöst om Vasa och omkring 420 kilometer norr om Helsingfors.
Öns area är 6,1 hektar och dess största längd är 460 meter i nord-sydlig riktning. I omgivningarna runt Köpmanholmen växer i huvudsak blandskog.
Platsen har utvecklats till det kanske mest betydande turistmålet i Larsmo kommun efter att man byggt café, bastu, utkikstorn, vandringsleder samt en landhöjningsutställning kallad Terra Mare på holmen. Holmen är åtkombar enbart sjövägen och en reguljär båttaxirutt och roddbåtar finns att tillgå. Sommartid arrangeras olika kulturprogram och muskikkvällar på onsdagar. Från Jakobstad/Gamla Hamn arrangeras sommartid kryssning onsdag kvällar till Köpmanholmen. 
Inlandsklimat råder i trakten. Årsmedeltemperaturen i trakten är 1 °C. Den varmaste månaden är juli, då medeltemperaturen är 17 °C, och den kallaste är januari, med −14 °C.